# Vòng loại Giải vô địch bóng đá thế giới 2006 – Khu vực Bắc, Trung Mỹ và Caribe
Danh sách dưới đây là các ngày thi đấu và kết quả của các vòng loại Giải vô địch bóng đá thế giới 2006 khu vực Bắc Mỹ, Trung Mỹ và Caribe. Tổng cộng có 34 đội tham gia (trong tổng số 35 đội đủ điều kiện – chỉ có Puerto Rico từ chối tham dự), cạnh tranh cho 3,5 suất tham dự World Cup.

## Thể thức
Quá trình vòng loại được chia thành bốn vòng:
- Vòng 1: 34 đội được chia thành 10 bảng, mỗi bảng gồm 3 đội, và 2 bảng còn lại gồm 2 đội. Ở những bảng có 3 đội, vòng loại diễn ra trong hai lượt, trong đó đội được xếp hạng cao nhất theo bảng xếp hạng FIFA sẽ bắt đầu thi đấu từ vòng 2. Trong mỗi bảng, các đội được ghép cặp để thi đấu lượt đi – lượt về.
- Vòng 2: 12 đội thắng ở vòng này đi tiếp vào vòng 3.
- Vòng 3: 12 đội được chia thành 3 bảng, mỗi bảng gồm 4 đội. Các đội thi đấu vòng tròn lượt đi – lượt về. Hai đội có số điểm cao nhất ở mỗi bảng sẽ đi tiếp vào vòng cuối cùng.

- Vòng 4 (vòng cuối): 6 đội được xếp vào một bảng duy nhất và thi đấu vòng tròn lượt đi – lượt về. Ba đội có số điểm cao nhất sẽ giành vé trực tiếp đến World Cup. Đội xếp thứ tư sẽ thi đấu play-off lượt đi – lượt về với đội thắng trong trận play-off giữa các đội xếp thứ ba ở vòng 3 khu vực châu Á (Play-off AFC–CONCACAF).

Vòng 1 và vòng 2 giúp giảm số đội từ 34 xuống còn 24 rồi 12 đội. 12 đội này sau đó được chia vào ba bảng ở vòng 3, mỗi bảng gồm 4 đội. Hai đội đầu bảng sẽ đi tiếp vào vòng 4 – vòng loại cuối cùng. Vòng 3 diễn ra từ tháng 8 đến tháng 11 năm 2004. Vòng 4 có 6 đội, thi đấu từ tháng 2 đến tháng 10 năm 2005. Ba đội đứng đầu bảng giành vé đến World Cup 2006. Đội xếp thứ tư sẽ thi đấu play-off với đội xếp thứ năm của châu Á.

## Vòng 1
| Đội 1                     | TTS  | Đội 2                    | Lượt đi | Lượt về |
| ------------------------- | ---- | ------------------------ | ------- | ------- |
| Grenada                   | 8–1  | Guyana                   | 5–0     | 3–1     |
| Bermuda                   | 20–0 | Montserrat               | 13–0    | 7–0     |
| Haiti                     | 7–0  | Quần đảo Turks và Caicos | 5–0     | 2–0     |
| Quần đảo Virgin thuộc Anh | 0–10 | Saint Lucia              | 0–1     | 0–9     |
| Quần đảo Cayman           | 1–5  | Cuba                     | 1–2     | 0–3     |
| Aruba                     | 2–10 | Suriname                 | 1–2     | 1–8     |
| Antigua và Barbuda        | 2–3  | Antille thuộc Hà Lan     | 2–0     | 0–3     |
| Dominica                  | 4–2  | Bahamas                  | 1–1     | 3–1     |
| Quần đảo Virgin thuộc Mỹ  | 0–11 | Saint Kitts và Nevis     | 0–4     | 0–7     |
| Cộng hòa Dominica         | 6–0  | Anguilla                 | 0–0     | 6–0     |

## Vòng 2
| Đội 1                | TTS     | Đội 2                       | Lượt đi | Lượt về |
| -------------------- | ------- | --------------------------- | ------- | ------- |
| Hoa Kỳ               | 6–2     | Grenada                     | 3–0     | 3–2     |
| El Salvador          | 4–3     | Bermuda                     | 2–1     | 2–2     |
| Haiti                | 1–4     | Jamaica                     | 1–1     | 0–3     |
| Panamá               | 7–0     | Saint Lucia                 | 4–0     | 3–0     |
| Cuba                 | 3–3 (a) | Costa Rica                  | 2–2     | 1–1     |
| Suriname             | 2–4     | Guatemala                   | 1–1     | 1–3     |
| Antille thuộc Hà Lan | 1–6     | Honduras                    | 1–2     | 0–4     |
| Canada               | 8–0     | Belize                      | 4–0     | 4–0     |
| Dominica             | 0–18    | México                      | 0–10    | 0–8     |
| Barbados             | 2–5     | Saint Kitts và Nevis        | 0–2     | 2–3     |
| Cộng hòa Dominica    | 0–6     | Trinidad và Tobago          | 0–2     | 0–4     |
| Nicaragua            | 3–6     | Saint Vincent và Grenadines | 2–2     | 1–4     |

## Vòng 3

### Bảng 1
| Đội         | ST | T | H | B | BT | BB | HS  | Đ  | Giành quyền tham dự |     | Hoa Kỳ | Panamá | Jamaica | El Salvador |
| ----------- | -- | - | - | - | -- | -- | --- | -- | ------------------- | --- | ------ | ------ | ------- | ----------- |
| Hoa Kỳ      | 6  | 3 | 3 | 0 | 13 | 3  | +10 | 12 | Vòng 4              |     | —      | 6–0    | 1–1     | 2–0         |
| Panamá      | 6  | 2 | 2 | 2 | 8  | 11 | −3  | 8  | Vòng 4              |     | 1–1    | —      | 1–1     | 3–0         |
| Jamaica     | 6  | 1 | 4 | 1 | 7  | 5  | +2  | 7  |                     |     | 1–1    | 1–2    | —       | 0–0         |
| El Salvador | 6  | 1 | 1 | 4 | 2  | 11 | −9  | 4  |                     | 0–2 | 2–1    | 0–3    | —       |             |

### Bảng 2
| Đội        | ST | T | H | B | BT | BB | HS | Đ  | Giành quyền tham dự |     | Costa Rica | Guatemala | Honduras | Canada |
| ---------- | -- | - | - | - | -- | -- | -- | -- | ------------------- | --- | ---------- | --------- | -------- | ------ |
| Costa Rica | 6  | 3 | 1 | 2 | 12 | 8  | +4 | 10 | Vòng 4              |     | —          | 5–0       |          | 1–0    |
| Guatemala  | 6  | 3 | 1 | 2 | 7  | 9  | −2 | 10 | Vòng 4              |     | 2–1        | —         | 1–0      | 0–1    |
| Honduras   | 6  | 1 | 4 | 1 | 9  | 7  | +2 | 7  |                     |     | 0–0        | 2–2       | —        | 1–1    |
| Canada     | 6  | 1 | 2 | 3 | 4  | 8  | −4 | 5  |                     | 1–3 | 0–2        | 1–1       | —        |        |

### Bảng 3
| Đội                         | ST | T | H | B | BT | BB | HS  | Đ  | Giành quyền tham dự |     | México | Trinidad và Tobago | Saint Vincent và Grenadines | Saint Kitts và Nevis |
| --------------------------- | -- | - | - | - | -- | -- | --- | -- | ------------------- | --- | ------ | ------------------ | --------------------------- | -------------------- |
| México                      | 6  | 6 | 0 | 0 | 27 | 1  | +26 | 18 | Vòng 4              |     | —      | 3–0                | 7–0                         | 8–0                  |
| Trinidad và Tobago          | 6  | 4 | 0 | 2 | 12 | 9  | +3  | 12 | Vòng 4              |     | 1–3    | —                  | 2–1                         | 5–1                  |
| Saint Vincent và Grenadines | 6  | 2 | 0 | 4 | 5  | 12 | −7  | 6  |                     |     | 0–1    | 0–2                | —                           | 1–0                  |
| Saint Kitts và Nevis        | 6  | 0 | 0 | 6 | 2  | 24 | −22 | 0  |                     | 0–5 | 1–2    | 0–3                | —                           |                      |

## Vòng 4
| VT | Đội                | ST | T | H | B | BT | BB | HS  | Đ  | Giành quyền tham dự   |     | Hoa Kỳ | México | Costa Rica | Trinidad và Tobago | Guatemala | Panamá |
| -- | ------------------ | -- | - | - | - | -- | -- | --- | -- | --------------------- | --- | ------ | ------ | ---------- | ------------------ | --------- | ------ |
| 1  | Hoa Kỳ             | 10 | 7 | 1 | 2 | 16 | 6  | +10 | 22 | 2006 FIFA World Cup   |     | —      | 2–0    | 3–0        | 1–0                | 2–0       | 2–0    |
| 2  | México             | 10 | 7 | 1 | 2 | 22 | 9  | +13 | 22 | 2006 FIFA World Cup   |     | 2–1    | —      | 2–0        | 2–0                | 5–2       | 5–0    |
| 3  | Costa Rica         | 10 | 5 | 1 | 4 | 15 | 14 | +1  | 16 | 2006 FIFA World Cup   |     | 3–0    | 1–2    | —          | 2–0                | 3–2       | 2–1    |
| 4  | Trinidad và Tobago | 10 | 4 | 1 | 5 | 10 | 15 | −5  | 13 | Play-off liên lục địa |     | 1–2    | 2–1    | 0–0        | —                  | 3–2       | 2–0    |
| 5  | Guatemala          | 10 | 3 | 2 | 5 | 16 | 18 | −2  | 11 |                       |     | 0–0    | 0–2    | 3–1        | 5–1                | —         | 2–1    |
| 6  | Panamá             | 10 | 0 | 2 | 8 | 4  | 21 | −17 | 2  |                       | 0–3 | 1–1    | 1–3    |            | 0–0                | —         |        |

1. 1 2  Hai đội bằng điểm trong các trận đối đầu trực tiếp (3 điểm). Hiệu số bàn thắng trong đối đầu: Hoa Kỳ +1, Mexico −1.

## Play-offs liên lục địa
Đội xếp thứ tư ở Vòng 4 sau đó thi đấu với đội xếp thứ năm của vòng loại AFC, là Bahrain, trong một trận play-off lượt đi và lượt về. Đội thắng trong trận play-off này giành quyền tham dự vòng chung kết FIFA World Cup 2006.
| Đội 1              | TTS | Đội 2   | Lượt đi | Lượt về |
| ------------------ | --- | ------- | ------- | ------- |
| Trinidad và Tobago | 2–1 | Bahrain | 1–1     | 1–0     |

Trinidad và Tobago thắng với tổng tỷ số 2–1 và giành quyền tham dự Giải vô địch bóng đá thế giới 2006.

## Các đội tuyển vượt qua vòng loại
4 đội tuyển sau đến từ CONCACAF vượt qua vòng loại tham dự Giải vô địch bóng đá thế giới 2006
| Đội tuyển          | Tư cách vượt qua vòng loại       | Ngày vượt qua vòng loại | Số lần tham dự FIFA World Cup trước đây1                                    |
| ------------------ | -------------------------------- | ----------------------- | --------------------------------------------------------------------------- |
| Hoa Kỳ             | Nhất Vòng 4                      | 3 tháng 9 năm 2005      | 7 (1930, 1934, 1950, 1990, 1994, 1998, 2002)                                |
| México             | Nhì Vòng 4                       | 7 tháng 9 năm 2005      | 12 (1930, 1950, 1954, 1958, 1962, 1966, 1970, 1978, 1986, 1994, 1998, 2002) |
| Costa Rica         | Hạng 3 Vòng 4                    | 8 tháng 10 năm 2005     | 2 (1990, 2002)                                                              |
| Trinidad và Tobago | Thắng trận Play-off CONCACAF-AFC | 16 tháng 11 năm 2005    | 0 (lần đầu)                                                                 |

1 Chữ in đậm chỉ đội vô địch năm đó. Chữ in nghiêng chỉ quốc gia đăng cai năm đó.